# Luca Coletto
Luca Coletto (Verona, 27 maggio 1961) è un politico italiano.

## Biografia
Diplomato geometra, è tecnico costruzioni ambiente e territorio.

### Attività politica
Nel 1995 ha iniziato la sua attività politica nella Lega Nord di Umberto Bossi, per poi essere nominato Responsabile provinciale degli enti locali di Verona. Dal 2004 al 2009 è stato assessore provinciale all’ambiente ed alle politiche faunistiche della stessa città; nel 2008 è stato eletto anche consigliere comunale, incarico che ha ricoperto fino al 2009.
Dal 2009 al 2010 è stato vicepresidente della Provincia di Verona con deleghe all’ambiente e alle politiche faunistiche, facendo anche parte del Consiglio direttivo dell’Unione delle Province d’Italia. 
Dal 2010 al 2015 è stato assessore alle politiche sanitarie della Regione Veneto nella Giunta Zaia e coordinatore nazionale della commissione salute costituita presso la conferenza delle regioni e delle province autonome.
Dal 2015 al 2018 è stato consigliere regionale e assessore alla sanità e programmazione socio sanitaria della Regione Veneto e, dal 2016 al 2019 presidente dell'Agenzia nazionale per i servizi sanitari regionali (Agenas). È stato componente del comitato strategico del Centro Nazionale per la prevenzione ed il controllo delle malattie (CCM).
Dal 2018 al 2019 è stato sottosegretario di Stato al ministero della salute nel governo Conte I il 7 dicembre 2018. 
Dal 2019 al 2024 è stato assessore alla tutela e promozione della salute, programmazione e organizzazione sanitaria (compresa la gestione del patrimonio immobiliare sanitario), sicurezza alimentare, dei luoghi di lavoro, welfare, politiche famigliari per l'infanzia, i giovani e immigrazione, alla cooperazione, associazionismo e volontariato sociale ed alle politiche di parità di genere e antidiscriminazione della regione Umbria nella Giunta Tesei.

## Controversie
Il 2 dicembre 2019 vengono sollevati dubbi dagli esponenti del PD del Consiglio regionale dell'Umbria rispetto all'opportunità di assegnare a Coletto la delega alle politiche di parità di genere e antidiscriminazione poiché condannato a due mesi (con benefici di legge) per diffusione di idee razziste; lo stesso ha dichiarato di essere stato condannato ma di essere stato comunque riabilitato ad esercitare le proprie funzioni e di averlo comunicato anche alla presidente Tesei. 